# Wolfgang Boetticher
Wolfgang Boetticher (* 19. August 1914 in Bad Ems; † 7. April 2002 in Göttingen) war ein deutscher Musikwissenschaftler und langjähriger Hochschullehrer an der Universität Göttingen.
Boetticher war Bearbeiter und Herausgeber zahlreicher Werke des Komponisten Robert Schumann, vor allem für den Verlag G. Henle in München.

## Leben
Wolfgang Boetticher, Sohn eines Chemikers im Staatsdienst, studierte nach einer pianistischen Ausbildung bei Arnold Schering, Georg Schünemann, Curt Sachs, Hans Joachim Moser, Friedrich Blume und Helmuth Osthoff an der Universität Berlin Musikwissenschaft. Bereits während seines Studiums war er seit 1934 im NSD-Studentenbund tätig. In der Reichsstudentenführung arbeitete er seit 1937 im Musikreferat mit. Er beantragte am 20. Februar 1938 die Aufnahme in die NSDAP und wurde rückwirkend zum 1. Mai 1937 aufgenommen (Mitgliedsnummer 5.919.688), er war hauptamtlich für sie tätig. Außerdem war er Mitglied in der NS-Volkswohlfahrt.
Nach seiner Promotion über Robert Schumann 1939 (Publikation der Dissertation 1941), habilitierte er sich 1943 mit seiner Schrift Studien zur solistischen Lautenpraxis des 16. und 17. Jahrhunderts mit Bibliographie der intavolierten Lautendrucke und -hss.
Boetticher war ab 1939 Referent und Leiter der musikpolitischen Verbindungsstelle im Amt Rosenberg. Während des Zweiten Weltkrieges war er zusätzlich von 1940 bis 1944 in der Rauborganisation Einsatzstab Reichsleiter Rosenberg (ERR) tätig. 1940 begleitete Boetticher Alfred Rosenberg nach Krakau und Warschau, um Musikalien zu requirieren. Dabei wurden aus der Staatsbibliothek und den Krakauer Archiven u. a. Handschriften von Frédéric Chopins Lehrer Joseph Elsner und Materialien aus dem Chopin-Institut beschlagnahmt und abtransportiert. 1941 war Boetticher in Paris an der Ausplünderung der Sammlung der vor den Nationalsozialisten geflohenen Cembalistin Wanda Landowska beteiligt, sowie an der Beschlagnahmung weiterer jüdischer Besitztümer.
Im Juli 1941 trat Boetticher in die Waffen-SS ein, in der er es bis zum Unterscharführer brachte. Ab 1940 war er Mitautor des Lexikons der Juden in der Musik. 1942 wurde er zum Reichshauptstellenleiter des ERR befördert, ab 1944 war er in Berlin als Privatdozent tätig. Für die Feststellung neuer Tagebücher und Briefe Schumanns erhielt er 1943 einen Robert Schumann-Preis.
Nach Ende des Zweiten Weltkrieges wurde Boetticher 1948 Lehrbeauftragter in Göttingen. Dort erhielt er 1955 eine Professur, wurde dort 1957 Direktor des Musikwissenschaftlichen Instituts und war von 1972 bis 1974 Dekan der Philosophischen Fakultät. An der Karls-Universität Prag hatte er 1963 eine Gastprofessur.
Boettichers nationalsozialistische Vergangenheit war im Nachkriegsdeutschland bekannt. So hatte Joseph Wulf schon 1963 in seinem Quellenwerk Musik im Dritten Reich mehrere Dokumente veröffentlicht, die das nationalsozialistische und antisemitische Engagement Wolfgang Boettichers belegten. So stellte er ein Dokument vor, das Boettichers Mitarbeit an dem berüchtigten antisemitischen Lexikon der Juden in der Musik belegte. Trotzdem machte Boetticher weiter in der Musikwissenschaft Karriere.
Auch nach seiner Emeritierung hielt er noch bis zum Wintersemester 1998/99 Vorlesungen im musikwissenschaftlichen Seminar. Nach Aufdeckung seiner Tätigkeit im „Sonderstab Musik“ des ERR durch Willem de Vries wurden die Vorlesungen mit sofortiger Wirkung durch den Seminarleiter abgebrochen. In einer detaillierten Rezension auf der Internetplattform H/SOZ/KULT beanstandet Michael Walter handwerkliche und darstellerische Mängel in der Untersuchung von de Vries. Ohne dessen inhaltliche Aussagen per se in Frage zu stellen, wirft er ihm insbesondere einen fehlerhaften und ungenauen Umgang mit den Quellen vor. „Eine seriöse und umfassende Geschichte des ‚Sonderstabs Musik‘ [...]“ und damit auch der Rolle Boettichers, dessen Funktion als „Reichshauptstellenleiter und Obereinsatzführer“ im Amt Rosenberg außer Frage steht, bleibt nach Walter ein Desiderat.
Boetticher hinterließ handschriftliche Lebenserinnerungen, in denen er seine Tätigkeit während der NS-Zeit beschönigte. Diese erschienen bei Hans Schneider, Musikantiquariat und Verlag in Tutzing. Auch in seiner Selbstdarstellung in der ersten Ausgabe der MGG Band 2, 1952 ging er nicht auf seine Tätigkeiten außerhalb des Universitätsbetriebs ein.

## Boettichers Schumann-Forschungen
Boetticher galt als ein bedeutender Schumann-Forscher, obwohl Kritik an seinen Publikationen aus der NS-Zeit laut wurde.
Bereits am 29. April 1940 hatte die Kanzlei Rosenberg in einer vertraulichen Mitteilung mitgeteilt, „Boetticher habe das ganze Robert-Schumann-Archiv im Hinblick auf ‚unsere ideologischen Grundsätze‘ überprüft und dabei wichtige Funde gemacht, die in vieler Hinsicht neue Erkenntnisse über Schumann eintrügen“. Es handelte sich hierbei um angeblich antisemitische Äußerungen Schumanns, die Boetticher 1942 unter dem Titel Robert Schumann in seinen Schriften und Briefen publizierte. Musikwissenschaftliche Nachprüfungen seit den 1980er Jahren ergaben, dass Boetticher einige Briefe Schumanns gefälscht hatte, um ihn als Antisemiten darzustellen.
Die wissenschaftliche Bilanz seiner Forschungen ist aus heutiger Sicht ernüchternd. Der Schumann-Forscher Gerd Nauhaus nennt Beispiele: „Die Haushaltbücher Schumanns wurden – wie zahlreiche weitere autobiographische Dokumente – vor allem in den Arbeiten W Boettichers (Robert Schumann. Einführung in Leben und Werk, 1941 und Robert Schumann in seinen Schriften und Briefen, 1942) (teil)veröffentlicht und zitiert, allerdings mit so horrenden Lesefehlern, sinnentstellenden Auslassungen und Umstellungen sowie irreführenden Kommentaren, daß sie letztlich nicht ohne zeitraubende Nachprüfung im Einzelfalle benutzbar sind. Das trifft für die von Boetticher herangezogenen Briefe und sonstigen Aufzeichnungen ebenfalls zu. Darüber hinaus sind die von ihm erstellten Verzeichnisse z. B. der Schumann-Korrespondenz oder noch unveröffentlichter Materialien in der Regel unzuverlässig. Was zeitweise als Fortschritt der Schumann-Forschung aufgefaßt werden konnte, erwies sich so letztlich als ihr wesentlicher Hemmschuh.“ Nauhaus fasst zusammen: „Die Ergebnisse [sind] qualitativ wahrhaft niederschmetternd, und ein Rezensent, der von einem ‚umgestürzten Zettelkasten‘ sprach, hat den Nagel auf den Kopf getroffen: Die philologische Unzuverlässigkeit durchweg aller Schumann-Arbeiten Boettichers ist eklatant. In seiner voluminösen Einführung (1941; 2004 wieder aufgelegt!) wird darüber hinaus ein verblasenes philosophisch-ästhetisches Konzept mit unverkennbaren ideologischen Einflüssen der NS-Zeit verfolgt.“

## Schriften (Auswahl)
- Deutsch sein heißt unklar scheinen. In: Die Musik. XXX/6, März 1938, S. 399–404.
- Die Kulturtagung der Reichsstudentenführung in Königsberg i. Pr. vom 22. bis 24. April 1938. In: Die Musik XXX/8, Mai 1938.
- Zur Erkenntnis von Rasse und Volkstum in der Musik. In: Musik im Volk. Grundfragen der Musikerziehung. Hrsg. von W. Stumme. Berlin 1939, S. 217–229
- Robert Schumann. Einführung in Persönlichkeit und Werk. Beiträge zur Erkenntniskritik der Musikgeschichte und Studien am Ausdrucksproblem des 19. Jahrhunderts. Festschrift zur 130. Wiederkehr des Geburtstages vom Robert Schumann. Hahnefeld, Berlin 1941 (= Veröffentlichung der deutschen Robert Schumann Gesellschaft; Hochschulschrift; zugleich Berlin, Phil. Diss., 1942). Überarbeitete Neuausgabe unter dem Titel: Robert Schumann – Leben und Werk. Noetzel Verlag 2004, ISBN 3-7959-0804-3.
- Orlando di Lasso und seine Zeit. 2 Bde. Kassel 1958.
- Von Palestrina zu Bach. Stuttgart 1959.
- Dokumente und Briefe um Orlando di Lasso. Kassel 1960.
- Neue Materialien zu Robert Schumanns Wiener Bekanntenkreis. In: Studien zur Musikwissenschaft, Band 25 (= Festschrift für Erich Schenk), Graz-Wien-Köln 1962, S. 37–55.
- Aus Orlando di Lassos Wirkungskreis (= Veröff. der Ges. für Bayerische Musikgeschichte, Band 1). Kassel 1963.
- Robert Schumanns Klavierwerke (= Quellenkatalog zur Musikgeschichte, Band 9). Wilhelmshaven 1977.
- Handschriftlich überlieferte Lauten- und Gitarrentabulaturen des 15. bis 18. Jahrhunderts (= Répertoire International des Sources Musicales. Band 7). Günter Henle, München 1978; Neuauflage 1986, ISBN 978-3-87328-012-0.
- Einführung in die musikalische Romantik. (= Taschenbücher zur Musikwissenschaft XLIX). Wilhelmshaven 1983.
- Robert Schumanns Klavierwerke, Neue biographische und textkritische Untersuchungen, Teil II (= Quellenkatalog zur Musikgeschichte, 10A). Wilhelmshaven 1984.
- Geschichte der Motette (= Wege der Forschung, Bd. 268). Darmstadt 1989, 2. Aufl., erg. Neuausgabe: Noetzel, Wilhelmshaven 2000.